# Національний музей старовинного мистецтва
Національний музей старовинного мистецтва (порт. Museu Nacional de Arte Antiga, MNAA) — мистецький музей у столиці Португалії місті Лісабоні; одне з найзначніших художніх зібрань країни та Європи.

## Загальні дані
Національний музей старовинного мистецтва розташований за адресою:
вул. даш Жанелаш Вердеш (Rua das Janelas Verdes), м. Лісабон—1249-017 (Португалія).
Музейна колекція міститься в будівлі колишнього палацу графів Альвор XIX століття на березі річки Тежу й старовинній будівлі монастиря св. Альберта. Каплиця монастиря являє собою яскравий взірець португальської барокової архітектури XVIII століття, й сама́ по собі є складовою експозиції.
Лісабонський Національний музей старовинного мистецтва був заснований у 1884 році.
Чинний директор музейного закладу — Даліла Родрігіш (порт. Dalila Rodriges).

## Експозиція
Колекції Національного музею старовинного мистецтва в Лісабоні відображають розвиток португальського мистецтва, в першу чергу, образотворчого, від Середньовіччя і до початку XIX століття; представлено також взірці європейського мистецтва.
Музейне зібрання включає живописні полотна, скульптури, художні витвори по металу, тканини, меблі, рисунки та інші види декоративного мистецтва Португалії. Колекції творів, датованих XV та XVI століть, мають особливе значення для історії національного мистецтва. Шедеврами цього періоду є твори пензля художника Нуну Гонсалвіша.
Відділ європейського живопису музею вражає своїми розмірами та кількістю представлених яскравих імен: Ієронім Босх, Ян Брейгель Молодший, Герард Давід, Альбрехт Дюрер, Лукас Кранах Старший, П'єро делла Франческа, Мабюз, Ганс Гольбейн Старший, Пітер де Гох, Квентін Массейс, Ганс Мемлінг, Йоахім Патінір, Ян Провост, Рафаель, Хосе Рібера, Андреа дель Сарто, Давид Тенірс молодший, Тінторетто, Антоніс ван Дейк, Дієго Веласкес, Франсіско де Сурбаран.

## Галерея обраних творів

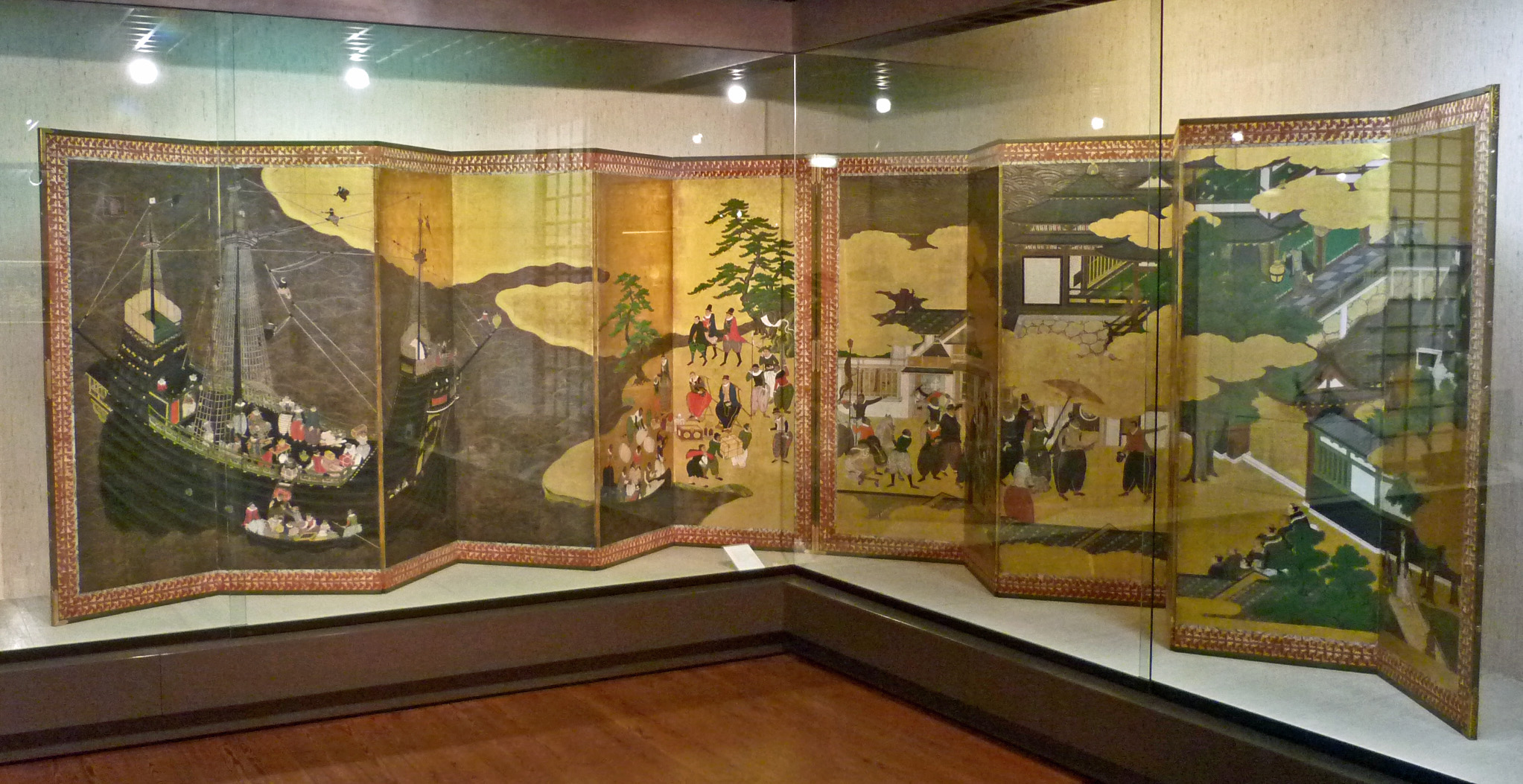
Японська ширма з зображенням португальського вітрильника і португальців у японському портовому місті. Національний музей старовинного мистецтва, Лісабон.

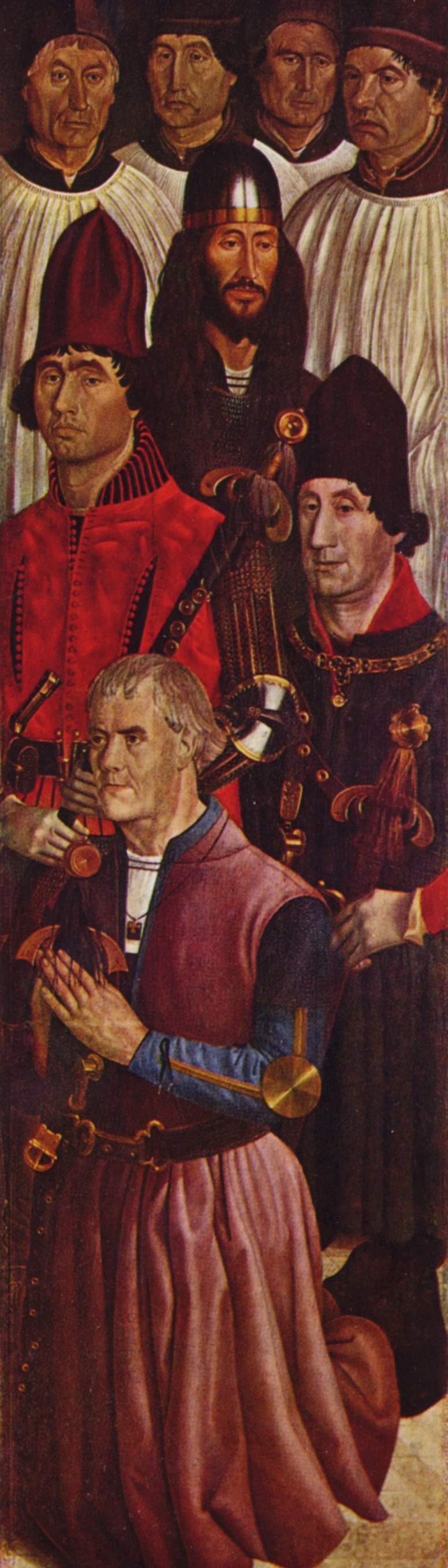
Нуну Гонсалвіш, Caballeros orantes
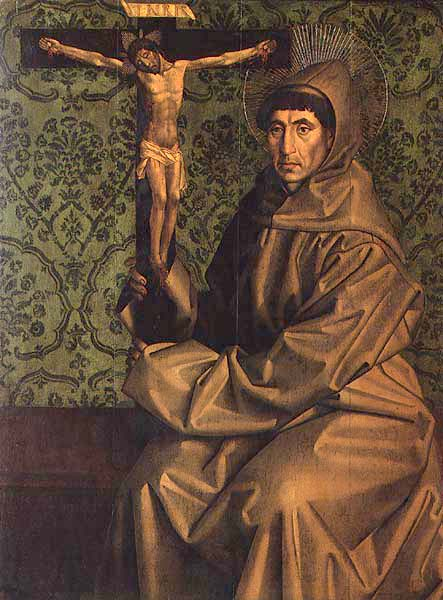
Нуну Гонсалвіш, «Святий біля розп'яття»
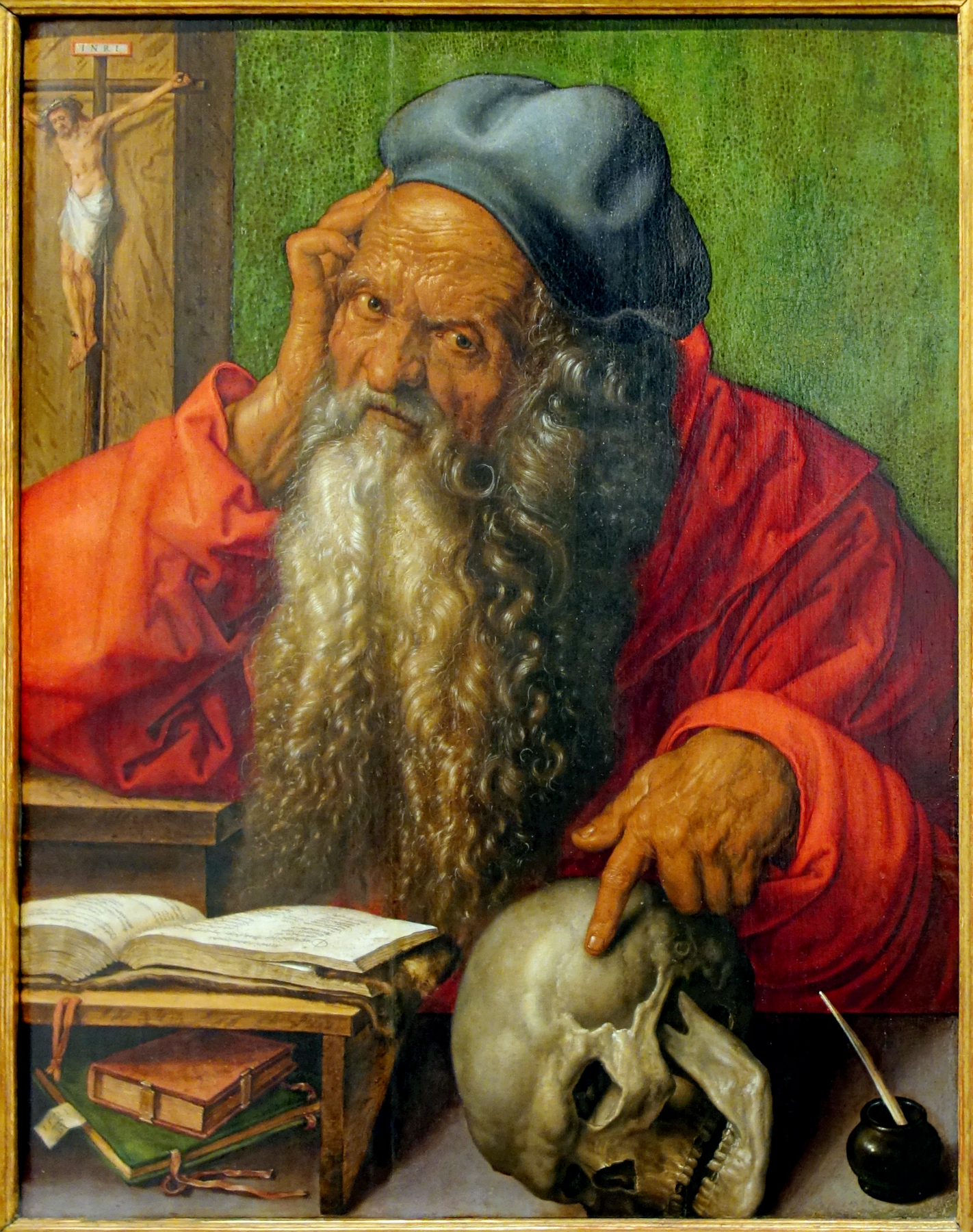
Альбрехт Дюрер, «Святий Єронім»
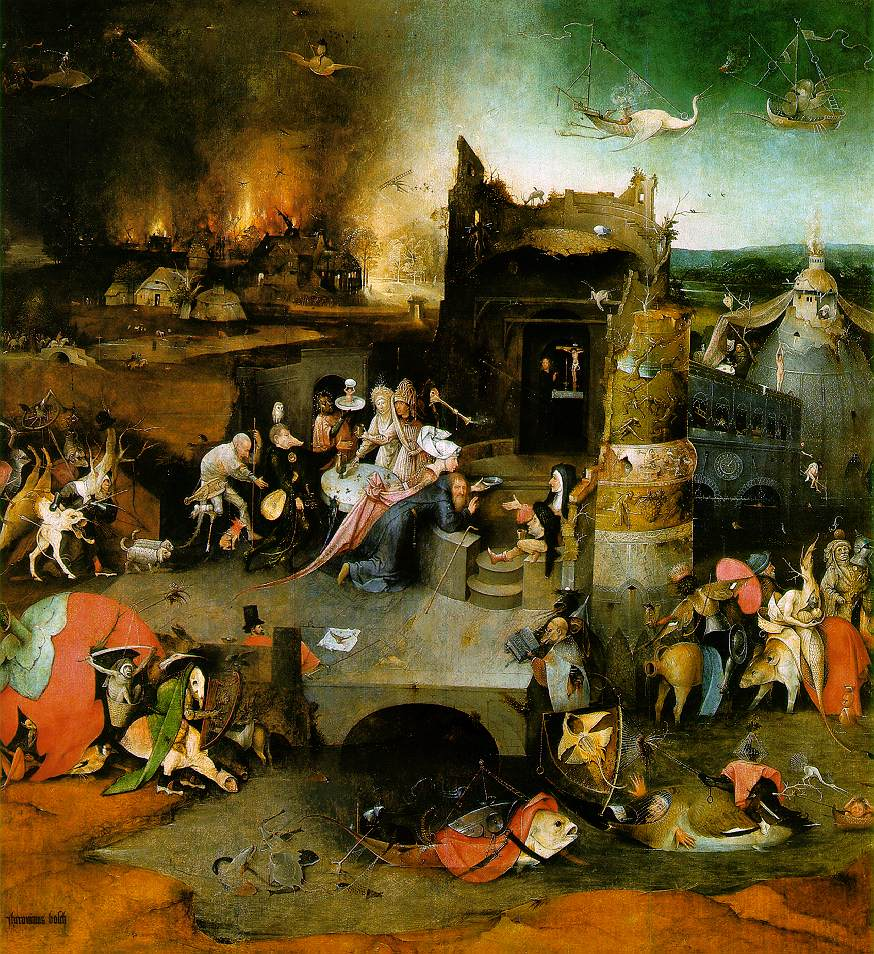
Єронімус Босх, «Срасті святого Антонія»
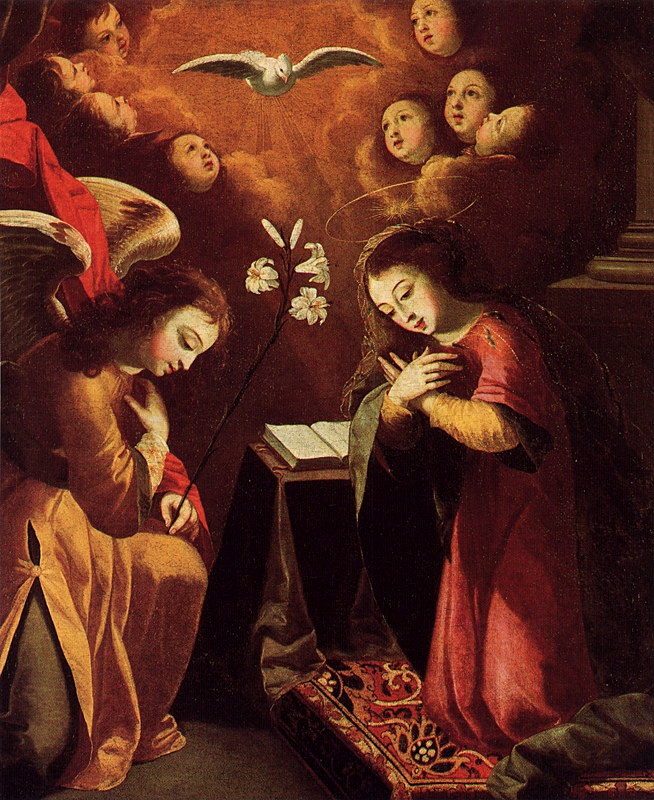
Жозефа Обідуш, «Благовіщення»
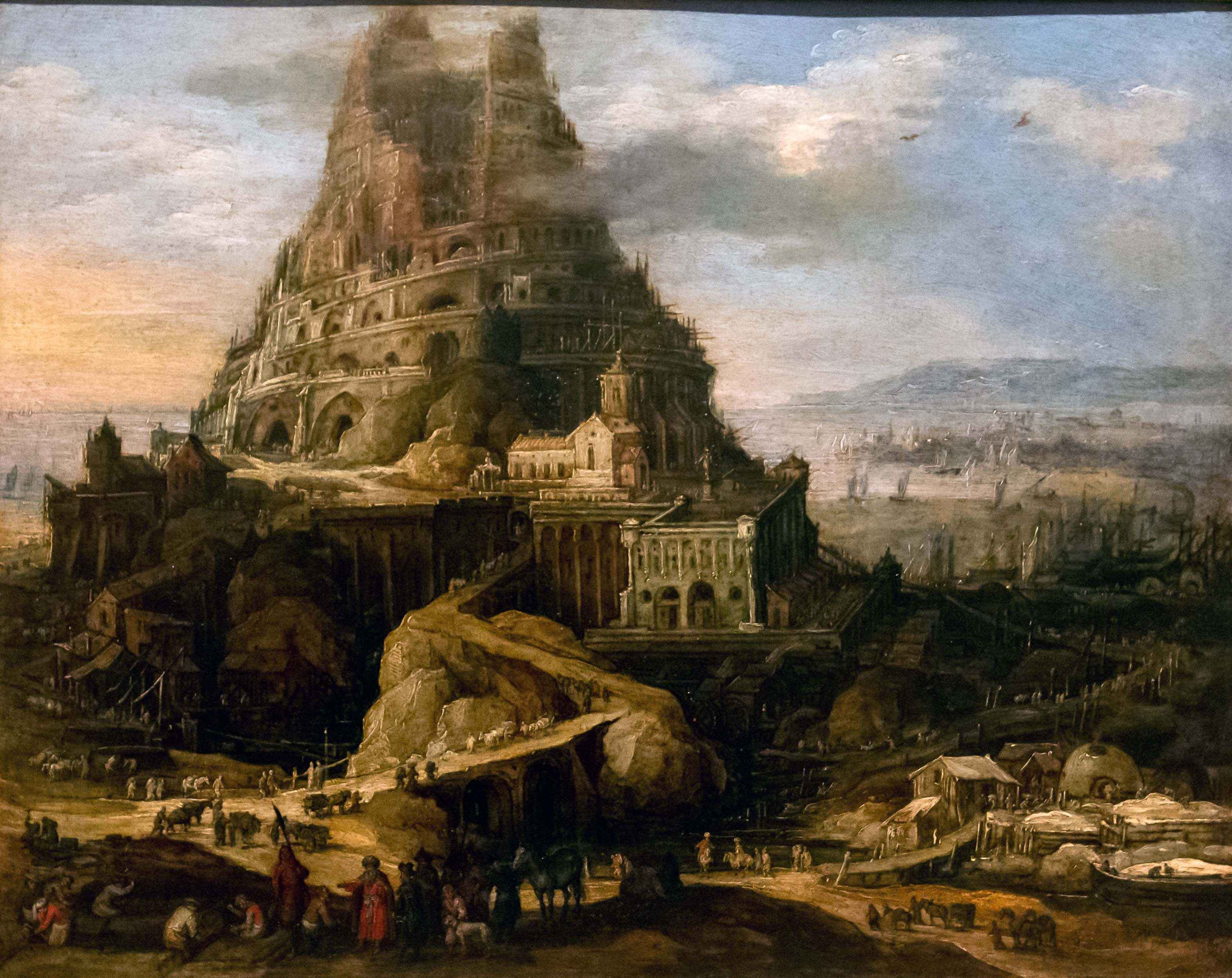
Йоос де Момпер, «Будівництво Вавилонської вежі»